# Groningen Atletiek
Groningen Atletiek is een atletiekvereniging uit Groningen. De vereniging is officieel lid van de Atletiekunie en behoort tot de atletiekregio Groningen.
De vereniging bestaat onder de huidige naam sinds 1 januari 2003. Groningen Atletiek is de fusienaam van Argo’77 en GVAV-Rapiditas Atletiek. De club telt ongeveer 800 leden en telt 2 verschillende locaties, namelijk het stadspark in Groningen stad en Afdeling Roden te Roden.
Groningen atletiek heeft verschillende groepen, waaronder de loopgroepen, sportief wandelen, jeugdgroepen, basisgroepen, specialisatiegroepen en G-atleten.

## Groningen Atletiek medailles op NK's
Dit is een lijst van alle medailles die Groningen-atleten hebben gehaald sinds 2007, bij officiële Nederlandse kampioenschappen voor senioren.

### NK Indoor
| Jaar | Onderdeel   |  | Plaats | Mannen              | Prestatie |  | Plaats | Vrouwen | Prestatie |
| ---- | ----------- |  | ------ | ------------------- | --------- |  | ------ | ------- | --------- |
| 2007 | kogelstoten |  | Goud   | Rutger Smith        | 19,96 m   |  |        |         |           |
| 2008 | kogelstoten |  | Goud   | Rutger Smith        | 20,89 m   |  |        |         |           |
| 2009 | 60 m        |  | Brons  | Giovanni Codrington | 6,81 s    |  |        |         |           |

### NK Atletiek
| Jaar | Onderdeel           |  | Plaats | Mannen               | Prestatie |  | Plaats | Vrouwen              | Prestatie |
| ---- | ------------------- |  | ------ | -------------------- | --------- |  | ------ | -------------------- | --------- |
| 2007 | kogelstoten         |  | Goud   | Rutger Smith         | 20,38 m   |  |        |                      |           |
|      | kogelslingeren      |  |        |                      |           |  | Zilver | Nicky van der Schilt | 50,19 m   |
|      |                     |  |        |                      |           |  | Brons  | Gonny Mik            | 49,92 m   |
|      | discuswerpen        |  | Goud   | Rutger Smith         | 63,63 m   |  |        |                      |           |
| 2008 | 800 m               |  | Brons  | Sjors Kampen         | 1.52,83   |  |        |                      |           |
|      | 1500 m              |  | Brons  | Subren Mulder        | 3.54,46   |  |        |                      |           |
|      | 3000 m steeplechase |  | Goud   | Simon Vroemen        | 8.26,12   |  |        |                      |           |
|      |                     |  | Brons  | Olfert Molenhuis     | 9.12,36   |  |        |                      |           |
|      | kogelstoten         |  | Goud   | Rutger Smith         | 20,80 m   |  |        |                      |           |
|      | kogelslingeren      |  |        |                      |           |  | Zilver | Gonny Mik            | 50,90 m   |
|      |                     |  | Brons  | Nicky van der Schilt | 50,89 m   |  |        |                      |           |
|      | discuswerpen        |  | Goud   | Rutger Smith         | 63,39 m   |  |        |                      |           |
| 2009 | 800 m               |  | Brons  | Victor Bouwman       | 1.55,56   |  |        |                      |           |
|      | 5000 m              |  |        |                      |           |  | Zilver | Marieke Falkmann     | 17.07,54  |
|      | 400 m horden        |  | Brons  | Martin Oude Alink    | 53,70 s   |  |        |                      |           |
|      | 3000 m steeplechase |  | Zilver | Olfert Molenhuis     | 9.15,67   |  |        |                      |           |
|      | kogelslingeren      |  |        |                      |           |  | Zilver | Gonny Mik            | 50,09 m   |
|      |                     |  |        |                      |           |  | Brons  | Eva Reinders         | 49,52 m   |
| 2010 | 100 m               |  | Zilver | Giovanni Codrington  | 10,60 s   |  |        |                      |           |
|      | 5000 m              |  |        |                      |           |  | Goud   | Marieke Falkmann     | 16.38,01  |
|      | 3000 m steeplechase |  | Zilver | Olfert Molenhuis     | 9.11,80   |  |        |                      |           |
|      | kogelslingeren      |  |        |                      |           |  | Goud   | Nicky van der Schilt | 58,12 m   |
| 2011 | 100 m               |  | Brons  | Giovanni Codrington  | 10,50 s   |  |        |                      |           |
|      | 200 m               |  |        |                      |           |  | Zilver | Marit Dopheide       | 23,60 s   |
|      | 400 m               |  |        |                      |           |  | Goud   | Marit Dopheide       | 53,28 s   |
|      | 800 m               |  | Zilver | Wilfred van Holst    | 1.49,69   |  |        |                      |           |
|      |                     |  | Brons  | Victor Bouwman       | 1.49,73   |  |        |                      |           |
|      | 3000 m steeplechase |  | Zilver | Olfert Molenhuis     | 9.07,93   |  |        |                      |           |
|      | hink-stap-springen  |  |        |                      |           |  | Brons  | Nora Ritzen          | 12,10 m   |
|      | discuswerpen        |  | Goud   | Rutger Smith         | 63,52 m   |  |        |                      |           |
|      | kogelslingeren      |  |        |                      |           |  | Goud   | Eva Reinders         | 58,03 m   |

### Overige NK's
| Jaar | Onderdeel   |  | Plaats | Mannen           | Prestatie |  | Plaats | Vrouwen         | Prestatie |
| ---- | ----------- |  | ------ | ---------------- | --------- |  | ------ | --------------- | --------- |
| 2007 | lange cross |  |        |                  |           |  | Goud   | Adriënne Herzog | 24.41     |
| 2008 | lange cross |  |        |                  |           |  | Goud   | Adriënne Herzog | 23.59     |
| 2010 | 10000 m     |  | Zilver | Olfert Molenhuis | 30.26,84  |  |        |                 |           |